# You're My Pet
You're My Pet (en hangul, 너는 펫; romanización revisada, Neoneun Pet) es una película de comedia romántica de Corea del sur basada en el manga del mismo nombre "You're My Pet" de Yayoi Ogawa. Sus protagonistas son Kim Ha Neul y Jang Keun Suk y está dirigida por Kim Byenong Kon. Ésta fue publicada el 10 de noviembre de 2011 por "Lotte Entertainment", con una duración de 110 minutos.

## Sinopsis
La película gira alrededor de la vida de una mujer, joven y ambiciosa llamada Ji Eun Yi (Kim Ha Neul) y su mascota humana (Jang Keun Suk).
La película inicia, con Ji Eun Yi, en su trabajo donde la mayoría de sus compañeros la critican, porque según ellos ella se cree la mejor por estudiar en el extranjero. ji Eun Yi, aspira a encontrar y aceptar sólo a un hombre que sea mejor que ella en diferentes aspectos (determinados por ella). Mientras tanto también muestran cómo es la vida de Kang In Ho, un bailarín de ballet muy importante; él vivía con una compañera, pero por no ser escogido en musical, ella lo echa de su casa; así que el habla con sus amigos de querer vivir en un lugar bonito, con alguien que cuide de él, de esta forma su amigo Ji Eun Soo, le ofrece el lugar dónde él vive, comportándose como una mascota. Luego Eun Soo le dice que le pague seis meses de arriendo y que vivirá bien, al principio Eun Soo no le dijo nada a Eun Yi pero luego de que ella se diera cuenta, él termina convenciéndola de dejar quedar a In Ho una noche. Al siguiente día, luego de que In Ho, esperara a Eun Yi, al interior de una caja, afuera de su casa, bajo la lluvia; ella le dice a In Ho,  que sólo si él es una mascota puede vivir con ella (pensando que él no captara con las condiciones dadas), y él acepta; luego de una discusión y una eventualidad, ella lo dejar vivir allí. In Ho, no puede bailar con una pareja, y los papás de Eun Yi, se quieren divorciar. Eun Yi, decide apodar a In Ho (Momo), al principio a él no le gusta el nombre pero finalmente acepta. Luego Eun Yi, le da un listado de normas, de una mascota y un amo. Luego, reaparece un antiguo compañero de estudio, y primer amor de Eun Yi, Cha Woo Seong (Ryu Tae Joon). Aquí comenzará un trío amoroso porque Momo y Cha Woo Seong se enamoran de Eun Yi.

## Reparto
- Kim Ha-neul Ji Eun Yi.
- Jang Keun-suk como Kang In Ho. (Momo)
- Ryu Tae-joon como Cha Woo Seong.
- Jeong Yu-mi como Lee Young Eun.
- Kang Ha-neul como Young Soo.
- Choi Jong-hun como Ji Eun Soo.
- Kang Hae-in como Kim Mi Sung.
- Ko Woo-ri como Lee Min Sun.
- Ahn Kil-kang como Editor en Jefe.
- Lee Jin-hee como Yoo Ah-young.

## Recepción
En Corea, la película vendió 209,318 boletas en los primeros cinco días, posicionándose de cuartas y obtuvo 1.8 billones de won en su primera semana de lanzamiento. además obtuvo un total cerrado de 3.8 billones de won después de cuatro semanas de proyección.
En Japón la película fue publicada el 21 de enero de 2012 por Toho. Ésta se posicionó de quintas y obtuvo en total de 68 millones de yenes en su primera semana de lanzamiento, además obtuvo un total de 281 millones de yenes después de tres semanas en 92 pantallas.